# Marston (Missouri)
Marston – miasto w Stanach Zjednoczonych, w stanie Missouri, w hrabstwie New Madrid.

## Historia
Urząd pocztowy o nazwie Marston działa od 1898 r. Społeczność została nazwana na cześć panieńskiego nazwiska matki jednego z pierwszych osadników. Marston zostało zarejestrowane w 1905 r.